# Ernst Vatter (Ethnologe)
Ernst Wilhelm Vatter (* 30. Juli 1888 in Wiesbaden; † 23. April 1948 in Chile) war ein deutscher Ethnologe.

## Leben
Ernst Wilhelm Vatter war das einzige Kind aus der ersten Ehe seines Vaters Ernst Karl Vatter. Von Vatters Mutter Auguste ließ sich sein Vater scheiden als Ernst 8 Jahre alt war. Er wuchs bei seinem Vater auf, hatte jedoch stets ein gutes Verhältnis zu seiner Mutter. Sein Vater heiratete 7 Jahre später ein zweites Mal. Aus dieser Ehe entsprangen die Töchter Lilli und Else.
Vatter bestand 1906 das Abitur und begann ein Studium der Geografie. Er studierte zunächst zwei Semester in Heidelberg und anschließend bis zu seinem Abschluss 1911 in Marburg. Seine Doktorarbeit über Flechttechniken, welche zeitlebens seine Leidenschaft bleiben sollten, schrieb er bei Theobald Fischer und vollendete sie nach dessen Tod bei Otto Krümel und Alfred Rühl. Fischers und Rühls Interesse an den anthropologischen Fragen der Geografie weckte in Vatter das Interesse an der Ethnologie.
1913 begann Vatter seine Arbeit im Frankfurter Völkerkundemuseum (heute Museum der Weltkulturen) als wissenschaftliche Hilfskraft. Hierbei sollte er den Direktor Bernhard Hagen bei seinen Recherchen unterstützen. Bald begann er auch eigene größere Projekte zu veröffentlichen, vermutlich war er zudem an Carl Strehlows mehrbändiger Monografie der australischen Aranda- und Loritjastämme beteiligt, welche 1915 im Museum erschien.
Während des Ersten Weltkriegs wurde Vatter zunächst aus gesundheitlichen Gründen zurückgestellt, 1916 dann aber doch als Kartograph in der Ukraine eingesetzt. Nach Kriegsende kehrte er ins Museum zurück und erhielt eine feste Anstellung als wissenschaftlicher Assistent. Nach dem Tod Bernhard Hagens war Vatter gemeinsam mit seinem Kollegen Johannes Lehmann führender Kustode des Museums. Die 1920er Jahre waren zudem für Vatter die wissenschaftlich fruchtbarste Zeit seiner Laufbahn. Er habilitierte sich 1923 mit einem Werk über den australischen Totemismus, damals ein Hauptthema der Ethnologie. Das Thema seiner Habilitationsschrift, sowie ein kleiner Band über Rassenkunde zeigen, dass Vatter durchaus Interesse an den damals theoretisch diskutierten Fragen seines Fachs hatte. Die Museumsarbeit machte ihn außerdem darauf aufmerksam, welche Möglichkeiten es gab, sich fremden außereuropäischen Gesellschaften über ihre materielle Kultur und Kunst zu nähern. In seiner Publikation bemühte er sich um eine vom Objekt ausgehende Interpretation, bei der er weitere historische und soziologische Zusammenhänge miteinbezog.
1926 erfolgte seine nächste große Veröffentlichung Religiöse Plastik der Naturvölker, ein heute noch aus historischen Gründen bedeutendes Werk für die Kunstethnologie. Vatter löste sich in dieser Veröffentlichung von Formfragen und untersuchte stattdessen die Rolle des Künstlers in außereuropäischen Gesellschaften. Er ließ Fragen der Evolutionstheorie hinter sich, wandte sich von der Debatte Abstraktion oder Naturalismus ab und sprach sich dafür aus, dass das künstlerische Schaffen nur aus dem weiteren sozialen und religiösen Umfeld der Gemeinschaft zu verstehen sei.
Zudem wurde er, nachdem er zuvor schon hin und wieder Lehrveranstaltungen an der Frankfurter Universität gehalten hatte, vom Lehrbeauftragten zum Privatdozenten für Ethnologie ernannt. Vatter war ein guter Redner und unterrichtete gern. Des Weiteren heiratete er 1920 Marie Louise Altheim, mit der er zwei Kinder hatte: Rose-Renate und Ernst Wilhelm. 1927 ließ sich Vatter scheiden. Anlass für die Scheidung war Hannah Hirsch, eine seiner Studentinnen, die er schließlich im Februar 1928 heiratete. Hannah war 18 Jahre jünger als Ernst und stammte aus einer jüdischen Familie. Hannah und Ernst hatten drei Kinder: Peter, Michael und Martin.
1928 bis 1929 befand sich Vatter auf der Ostindonesien-Expedition. Auch Hannah war dabei, sie war schon von Anfang an sehr intensiv in die Planung involviert. Die auf der Expedition entstehende Sammlung hat repräsentativen Charakter und enthält viele Gegenstände, die rein funktionell und ohne ästhetischen Wert sind. Vatter bemühte sich um einen Gesamtüberblick, alle Objekte wurden als ethnographische Stücke besprochen und in ihrem sozialen Kontext interpretiert. Er sah in der Expedition einen für seine Museumsarbeit und Lehrtätigkeit bedeutsamen Schritt, jedoch konnte Vatter nach seiner Rückkehr aus Indonesien nur noch wenige Jahre konstruktiv als Museumsethnologe, Lehrer und Wissenschaftler arbeiten. Das Buch zur Expedition wurde 1932 veröffentlicht und 1934 erschien noch ein Aufsatz über die Naga-Figuren von Alor im Jahrbuch für prähistorische und ethnographische Kunst. In diesem ist Vatter vor allem an einer vergleichenden Methodik interessiert, die sich zum Teil auch der Diffusionstheorie nähert.
Im Oktober 1934 wurde trotz Widerstands innerhalb des Stadtrats Leo Frobenius zum Direktor des Völkerkundemuseums ernannt. Frobenius war in jeder Hinsicht ein Gegenpol zu Vatter. Vatter hielt Frobenius zudem persönlich für unlauter und wissenschaftlich für einen Scharlatan, während Frobenius Vatter beschuldigte der eigentliche Drahtzieher in der Kampagne gegen ihn zu sein. Nach Frobenius Einsetzung als Direktor setze dieser zu einer öffentlichen Hetzkampagne gegen Vatter und seinen Kollegen Lehmann an, indem er zwei Frankfurter Zeitungen dazu brachte, negativ über die Kustodenarbeit der beiden zu berichten. Schnell wurde klar, dass eine Zusammenarbeit von Vatter beziehungsweise Lehmann mit Frobenius nicht möglich sein würde, worauf Lehmann um seine frühe Pensionierung und Vatter um die Versetzung in ein anderes Amt bat. Die Stadtverwaltung stimmte dem zu, sodass Vatter 1935 in der Stadtbibliothek zu arbeiten begann. Am 29. Juni 1937 wurde Vatter die Lehrbefugnis entzogen um am 18. August 1937 wurde er aufgrund „jüdischer Verspinnungen“ im Alter von 49 Jahren in den Ruhestand versetzt. Am 27. Juli 1939 wanderte Vatter schließlich mit seiner Frau und seinen Kindern aus zweiter Ehe nach Chile aus, die Kinder aus erster Ehe blieben bei ihrer Mutter. Mit der Emigration gab Vatter jegliche wissenschaftliche Arbeit auf und starb am 23. April 1948 an einem Herzinfarkt.

## Publikationen (Auswahl)
- „Der Schlangendrache auf Alor und verwandte Darstellungen in Indonesien, Asien und Europa“. Jahrbuch für prähistorische und ethnographische Kunst 9.1934: 119–148, Hrsg. H. Kühn, de Gruyter, Berlin 1935
- Ata Kiwan. Unbekannte Bergvölker im tropischen Holland. Ein Reisebericht. Bibliographisches Institut, Leipzig 1932
- Die Rassen und Völker der Erde. Quelle & Meyer, Leipzig 1927 (Wissenschaft und Bildung, Bd. 238) Online-Teilansicht
- Religiöse Plastik der Naturvölker: [Afrika, Melanesien, Polynesien, der malaiische Archipel, Amerika und die polare Zone]: [Die psychischen Grundlagen der primitiven Weltanschauung ...].  Frankfurter Verlags-Anstalt, Frankfurt am Main 1926
- Der australische Totemismus. (Mitteilungen aus dem Museum für Völkerkunde in Hamburg X) Hamburg, Museum für Völkerkunde, 1925